# Bruno Visintin
Bruno Visintin, född 23 november 1932 i La Spezia, död 11 januari 2015 i La Spezia, var en italiensk boxare.
Visintin blev olympisk bronsmedaljör i lätt weltervikt i boxning vid sommarspelen 1952 i Helsingfors.